# 로미오와 줄리엣 (1968년 영화)
《로미오와 줄리엣》(영어: Romeo and Juliet, 이탈리아어: Romeo e Giulietta)은 윌리엄 셰익스피어의 동명 희곡을 원작으로 한 1968년 시대극 로맨스 비극 영화이다. 프랑코 체피렐리가 연출과 각색을 맡았으며, 로미오 역에 레너드 위팅, 줄리엣 역에 올리비아 핫세가 주연을 맡았다. 로런스 올리비에는 영화의 프롤로그와 에필로그를 낭독했으며, 몬태규 경을 연기했으나 크레딧에는 이름이 오르지 않은 안토니오 피에르페데리치의 목소리를 더빙했다. 출연진으로는 마일로 오셰이, 마이클 요크, 존 맥에너리, 브루스 로빈슨, 로버트 스티븐스가 있다.
셰익스피어 희곡을 각색한 이 영화는 개봉 당시 흥행에 성공했다. 원작 희곡 등장인물의 나이와 비슷한 배우들을 캐스팅한 최초의 각색이었기에 10대들 사이에서 큰 인기를 얻었다. 많은 평론가들 또한 영화를 극찬했다. 아카데미 시상식에서 촬영상과 의상상을 수상했다. 또한 감독상과 작품상 후보에 올랐는데, 셰익스피어 원작 영화로는 마지막으로 작품상 후보에 지명되었다. 위팅과 핫세는 골든글로브 시상식에서 신인상을 수상했다.

## 줄거리
베로나의 어느 여름 아침, 몬태규 가문과 캐퓰릿 가문 사이의 오랜 불화가 거리 싸움으로 번진다. 이 싸움은 영주의 개입으로 중단되는데, 영주는 두 가문에 앞으로 폭력 사태가 재발하면 엄중한 처벌을 내릴 것이라 경고한다. 그날 밤, 두 가문의 십 대 청년인 로미오와 줄리엣은 캐퓰릿 가문의 가면무도회에서 만나 사랑에 빠진다. 후에 로미오는 줄리엣의 침실 발코니 아래 외딴 정원에 들어서게 되고, 두 사람은 열렬한 맹세를 나눈다. 둘은 다음 날 로미오의 고해신부이자 정신적 지주인 로렌스 수사의 주례와 줄리엣의 유모의 도움으로 비밀리에 결혼한다.
그날 오후, 줄리엣의 사촌 티볼트는 자신의 가문 무도회에 로미오가 참석했다는 사실에 분노해 모욕적인 말을 하며 결투를 신청한다. 로미오는 이제 티볼트를 가족으로 여겨 싸움을 거절하고, 이에 로미오의 친한 친구 머큐쇼가 대신 티볼트와 싸운다. 로미오가 싸움을 말리려 했음에도 티볼트는 머큐쇼에게 치명상을 입힌다. 머큐쇼는 죽기 전 몬태규와 캐퓰릿 양가를 저주한다. 친구의 죽음에 격분한 로미오는 티볼트와 싸워 그를 죽인다. 로미오는 이 일로 영주에 의해 베로나에서 추방당하며, 다시 돌아올 경우 사형에 처해질 것이라는 경고를 받는다. 로미오는 그 후 몰래 줄리엣과 신혼의 밤을 보내고 혼인을 완성한 뒤 도망친다.
줄리엣의 부모는 딸의 비밀 결혼을 모른 채 부유한 패리스 백작과의 결혼을 주선한다. 줄리엣은 부모에게 결혼을 연기해달라고 애원하지만, 부모는 이를 거절하고 파문하겠다고 위협한다. 줄리엣은 로렌스 수사를 찾아가 도움을 청하며, 패리스와의 정략결혼을 피하고 로미오에 대한 정절을 지키길 바란다. 로렌스 수사의 조언에 따라 줄리엣은 부모와 화해하고 그들의 뜻에 따르기로 한다. 결혼식 전날 밤, 줄리엣은 로렌스 수사가 준비한 42시간 동안 죽은 것처럼 보이게 하는 약을 마신다. 로렌스 수사는 로미오에게 이 계략을 알리고 매장된 후 줄리엣이 깨어나면 그녀와 함께 도망칠 수 있도록 존 수사를 보내 계획을 설명하는 편지를 전하려 한다.
하지만 로미오의 하인 발타자르가 줄리엣이 죽은 것으로 알고 매장되는 것을 목격하고는 존 수사보다 먼저 로미오에게 이 소식을 전한다. 절망에 빠진 로미오는 줄리엣의 무덤으로 가서 독약을 마시고 자살한다. 얼마 지나지 않아 로렌스 수사가 도착했을 때 줄리엣이 깨어난다. 수사가 지하실을 떠나라고 설득했지만 줄리엣은 로미오의 곁을 떠나기를 거부하고, 수사가 떠나자 그의 단검으로 가슴을 찔러 자결한다. 후에 불화를 끝낸 두 가문은 합동 장례식에 참석하고 영주의 질책을 받는다.

## 스태프
- 감독 - 프랑코 제피렐리
- 각본 - 프랑코 브루사티, 마솔리노 다미코, 프랑코 제피렐리
- 음악 - 니노 로타
- 편집 - 레지날드 밀스
- 의상 - 다닐로 도나티

### EBS판 스태프 (2008년 4월 20일)
- 프로듀서 - 심예원
- 번역 - 박수이
- 감수 - 김명옥
- CG - 곽서정
- 편집 - 김정수
- 연출 - 강민화
- 기획 - EBS
- 우리말 제작 - 벼리기획

## 한국판 성우진 (MBC, 1987년 1월 2일)
- 배한성 - 로미오(레오나드 휘팅)
- 장유진 - 줄리엣(올리비아 핫세)
- 최병학 - 로렌스 신부(마일로 오쉬어) / 해설(로런스 올리비에)
- 양지운 - 머큐시오(존 맥케너리)
- 김기현 - 줄리엣의 아버지(폴 하드윅)
- 김은영 - 줄리엣의 어머니(나타샤 페리)
- 한규희 - 파리스 백작(로베르토 비사코)
- 이경자 - 유모(페트 헤이우드)
- 이종오 - 로미오의 아버지(안토니오 피에르페데리치)
- 이명숙 - 로미오의 어머니(에스메랄다 루스폴리)
- 김용식 - 벤볼리오(브루스 로빈슨)
- 이도련 - 티볼트(마이클 요크)

## 한국판 성우진 (KBS, 1997년 11월 11일)
- 김승준 - 로미오(레너드 위팅)
- 이선 - 줄리엣(올리비아 핫세)
- 이종구 - 로렌스 신부(마일로 오쉬어)
- 임수아 - 유모(패트 헤이우드)
- 유강진 - 로미오의 아버지(안토니오 피에르페데리치)
- 이경자 - 로미오의 어머니(에스메랄다 루스폴리)
- 주호성 - 줄리엣의 아버지(폴 하드윅)
- 손정아 - 줄리엣의 어머니(나타샤 페리)
- 장광 - 영주(로버트 스티븐스) / 해설(로런스 올리비에)
- 김준 - 티볼트(마이클 요크)
- 최병상 - 파리스 백작(로베르토 비사코)
- 김민석 - 벤볼리오(브루스 로빈슨)
- 오인성 - 머큐시오(존 맥케너리) / 캐퓰릿가의 일원
- 성완경 - 캐퓰릿가의 일원(다이슨 로벨)

### KBS판 스태프
- 녹음 - 신범선
- 그래픽 - 김동원, 조동은
- 편집감독 - 김동길
- 편집 - 심영보, 김준석
- 번역 - 박혜영
- 연출 - 이원희
- 우리말제작 - KBS 영상사업단(現·KBS 미디어)